# اکوا لونا
اکوا لونا (به انگلیسی: Aqua Luna) یک کشتی است که طول آن ۲۸ متر (۹۲ فوت) می‌باشد.